# العريش (بناء تقليدي)
العريش؛ بناء تقليدي مؤقت مصنوع من جريد النخيل المصفوف (الدعن، ينتشر بناؤه لدى أهل البادية والريف والصيادين.

## مواصفاته
من أهم مواصفات العريش:
- تشيد جدرانه وسقفه من جريد النخيل وسعفه.
- تترك فتحات مفتوحة منه كأبواب للدخول والخروج ونوافذ صغيرة للتهوية.[1]

## كيفية تشييده
يشيد بيت العريش بالكيفية التالية:
- تثبت صفوف الدعن بجوار بعضها البعض على الأرض بواسطة الحبال الليفية لتشكل جدارًا متلاحمًا.
- تصف الجدران بشكل مربع أو مستطيل الشكل.
- يوضع سعف فوق الجدران لتكون سقفًا للبناء.[1]

## وصلات خارجية
- بيت العريش ... عمارة تقليدية محلية تتميز بالجمال والبساطة
- بيوت العريش
- بيوت العريش.. تراث غني بالقصص والجماليات